# Mihitar I (ormiański patriarcha Konstantynopola)
Mihitar I (ur. ?, zm. ?) – w latach 1699–1700 40. ormiański Patriarcha Konstantynopola.